# Pallavolo ai II Giochi della Lusofonia - Torneo femminile
Il torneo femminile di pallavolo ai II Giochi della Lusofonia si è svolto dal 10 al 12 luglio 2009 a Lisbona, in Portogallo, durante i II Giochi del Lusofonia. Al torneo hanno partecipato 3 squadre nazionali di stati di lingua portoghese e la vittoria finale è andata per la seconda volta al Portogallo.

## Squadre partecipanti
- India
- Macao
- Portogallo

## Classifica finale
| Classifica | Squadre    |
| ---------- | ---------- |
|            | Portogallo |
|            | Macao      |
|            | India      |